# Mark Santegoets
Mark Santegoets (Goirle, 22 maart 1974) is een Nederlands voormalig voetballer.
Santegoets groeide op in het Goirle. Hij begon met voetballen bij de voetbalclub VOAB. Daar werd al snel duidelijk dat hij talent en mocht hij meedoen met de jeugd van Willem II. Na een tijdje maakte de spits zijn debuut bij Willem II. Na tien wedstrijden vertrok Santegoets naar FC Eindhoven. Hierna kwam zijn profloopbaan ten einde en speelde hij nog een aantal jaren als amateur.